# Cañón inglés

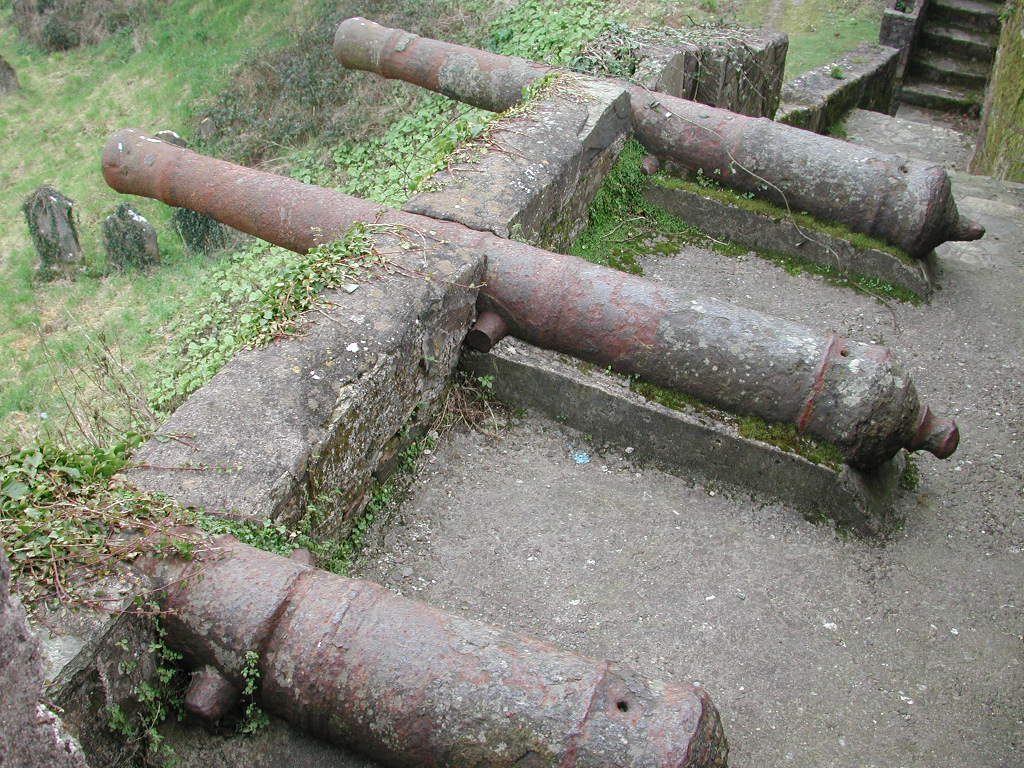
Restos de una batería de cañones ingleses en Youghal.

El primer uso de cañones en Gran Bretaña fue posiblemente en 1327, cuando los ingleses los usaron en la batalla contra los escoceses. Bajo los Tudor, se construyeron los primeros fuertes con baterías de cañón, mientras que los cañones fueron utilizados por primera vez por la armada Tudor. El cañón se usó más tarde durante la Guerra Civil Inglesa para el asedio y ampliamente en el campo de batalla.
Los cañones fueron utilizados por primera vez en el extranjero por los ingleses durante la Guerra de los Cien Años, cuando se usó artillería primitiva en la Batalla de Crécy. Con la Era de los Descubrimientos y el establecimiento de las Trece Colonias, el cañón se usó en los ejércitos británicos en América del Norte, primero contra la colonia rival de Nueva Francia y más tarde durante la Guerra de Independencia de los Estados Unidos. Desde el siglo XVIII hasta nuestros días, el Real Regimiento de Artillería ha formado la artillería del ejército británico. La Marina Real británica desarrolló la carronada en el siglo XVIII, aunque desaparecieron del uso en la década de 1850. Al igual que con otros cañones occidentales de la época, los cañones utilizados por el ejército británico y la Royal Navy se hicieron más largos y más destructivos en los siglos XIX y XX.

## Historia

### Desarrollo temprano

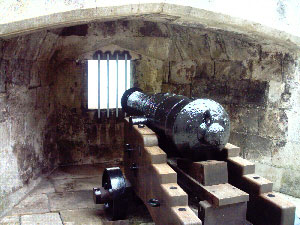
Cañón del Castillo de Pórtland, con escalones cortados entre paréntesis.

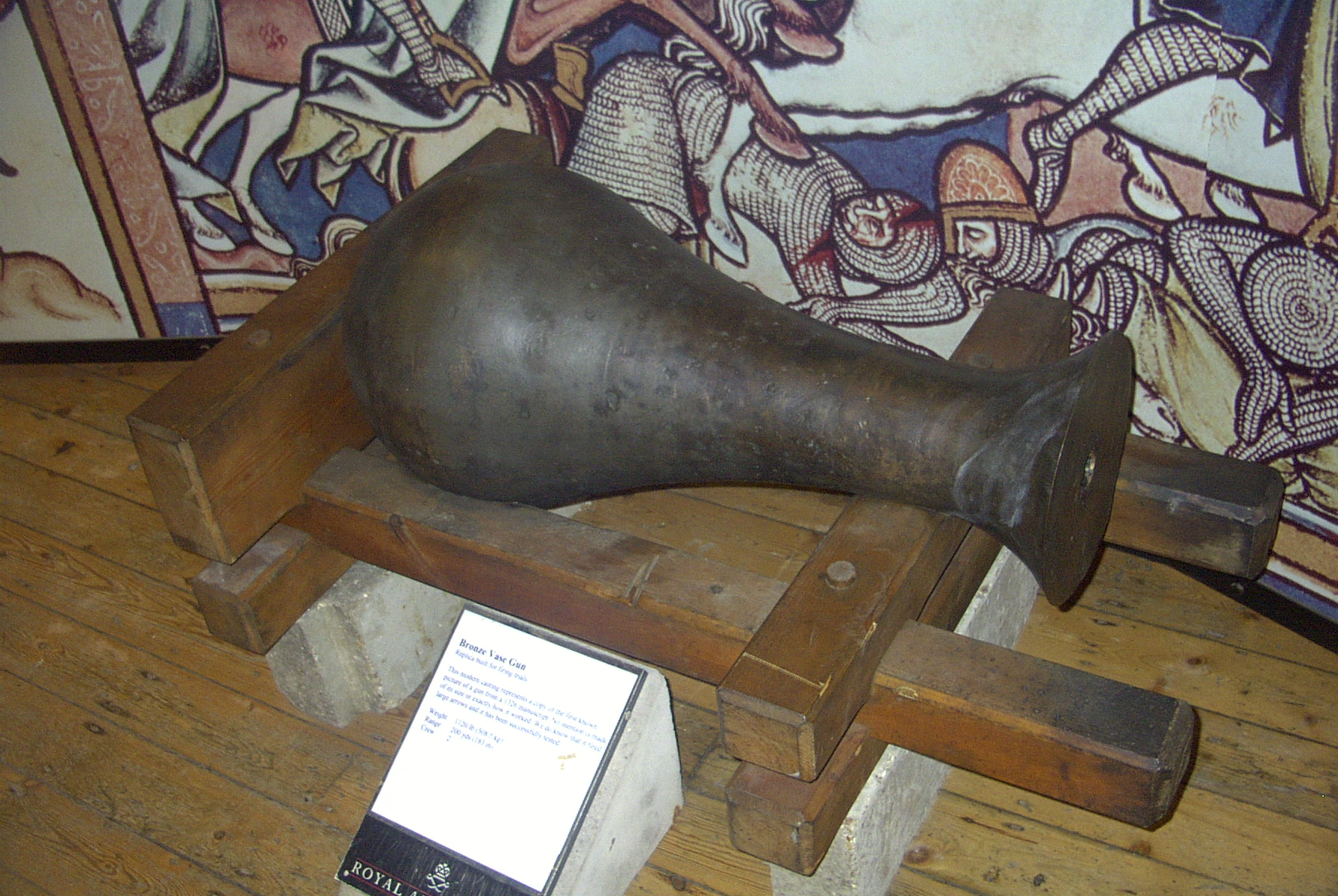
Reconstrucción del cañón en forma de jarrón que disparaba flechas.

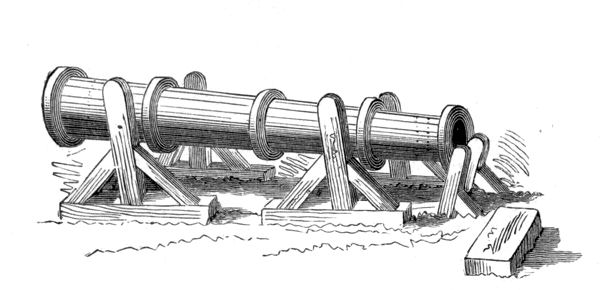
Cañón inglés usado en la Batalla de Crécy.

El cañón inglés tuvo su primer uso durante la Guerra de los Cien Años, siendo utilizado en pequeñas cantidades durante la década de 1340. Los "Ribaldis" se mencionaron por primera vez en las cuentas del guardarropa privado inglés durante los preparativos para la Batalla de Crécy entre 1345 y 1346. Se cree que dispararon flechas grandes y sencillos racimos de metralla, pero fueron tan importantes que fueron controlados directamente por el Armero Real. Según el poeta contemporáneo Jean Froissart, el cañón inglés hizo "dos o tres descargas sobre los genoveses", lo que se entiende como disparos individuales de dos o tres cañones debido al tiempo necesario para recargar tan primitiva artillería. Cañones similares aparecieron en el Sitio de Calais más tarde el mismo año y en la década de 1380, el "ribaudekin" se había montado sobre ruedas.

### La Armada Tudor y el ascenso de la fortaleza
Hacia el final de la Edad Media, el desarrollo del cañón hizo cambios revolucionarios en la guerra de asedio en toda Europa, y muchos castillos se volvieron susceptibles al fuego de artillería. En Inglaterra, los cambios significativos fueron evidentes a partir del siglo XVI, cuando Enrique VIII comenzó a construir Device Forts entre 1539 y 1540 como fortalezas de artillería para contrarrestar la amenaza de invasión de Francia y España. Fueron construidos por el estado en puntos estratégicos para formar las primeras baterías de cañón poderosas, pero, aunque tenían muchas de las mismas facetas arquitectónicas que los verdaderos castillos, cumplían una función puramente militar (en lugar de servir como residencias). El Castillo de Deal sigue siendo uno de los fuertes de dispositivos más impresionantes, y era perfectamente simétrico, con una torre baja y circular en el centro. Se colocaron más de 200 puertos de cañones y armas dentro de las paredes, y el fuerte formó una plataforma de tiro con una forma que permitía muchas líneas de fuego. Además, sus bastiones curvos bajos fueron diseñados para desviar balas de cañón. Los cañones ahora eran una parte inexorable de la guerra inglesa.
El cañón también se usó en la armada Tudor (donde un cañón era un "arma" y una bala de cañón un "disparo"). La "culebrina" francesa fue adaptada para uso naval por los ingleses a fines del siglo XVI, y tenía una ventaja significativa sobre el balista que había sido usado previamente en la guerra naval. Este cañón era de construcción relativamente larga y liviana, y disparaba proyectiles esféricos macizos a grandes distancias a lo largo de una trayectoria plana. Una de las primeras naves que pudo disparar un cañón completo fue la carraca inglesa Mary Rose, construida en Portsmouth de 1510 a 1512, y equipada con 78 cañones (91 después de una mejora en la década de 1530). Fue uno de los primeros buques de guerra especialmente diseñados para servir en la Armada inglesa (se cree que nunca sirvió como buque mercante), y su tripulación consistía en 200 marineros, 185 soldados y 30 artilleros.
Con la Era de los Descubrimientos, se desarrolló una rivalidad entre las colonias europeas y aumentó la importancia del cañón en la guerra naval. Muchos buques mercantes estaban armados con cañones y las actividades agresivas de los corsarios ingleses, que se enfrentaron a los galeones de las flotas del tesoro español, ayudaron a provocar la primera guerra anglo-española, aunque no fue uno de los factores principales. Una revisión de la flota con motivo de la coronación de Isabel I en 1559 mostró que la armada consistía en 39 barcos y en 1588, Felipe II de España lanzó la Armada Española contra Inglaterra. En una batalla que duró más de una semana, la Armada fue dispersada y derrotada por la armada inglesa.

### sigloXVII

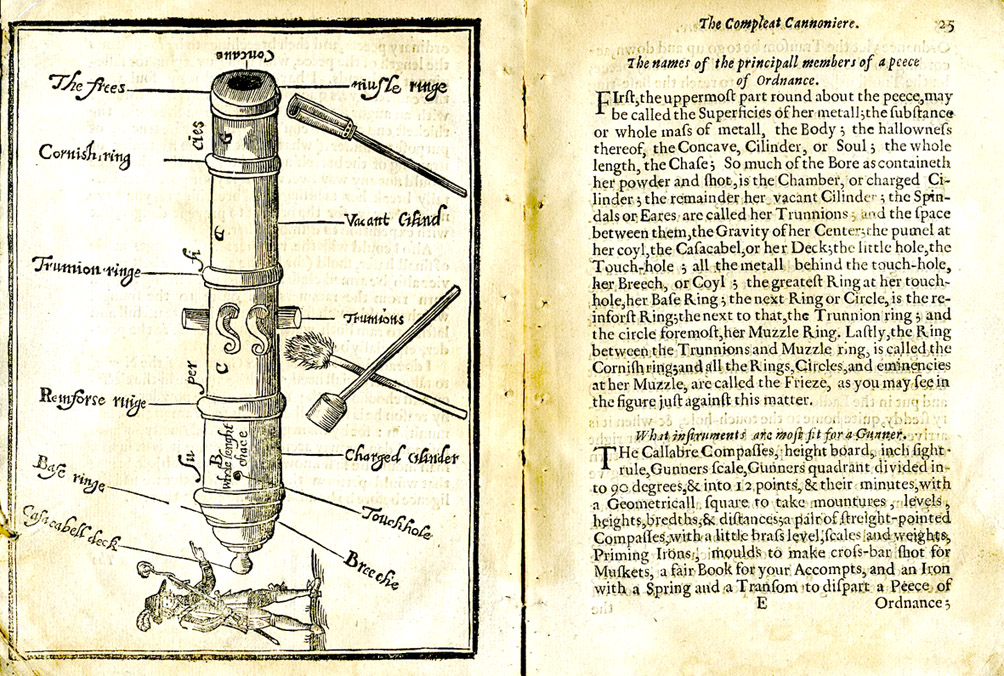
Las partes de un cañón descrito, John Roberts, The Compleat Cannoniere, Londres 1652.

John Roberts da una descripción del arte del artillero durante el período de la Guerra Civil inglesa (mediados del siglo XVII), que abarca los métodos de cálculo y las piezas de artillería, en su obra The Compleat Cannoniere, impresa en Londres 1652 por W. Wilson y vendido por George Hurlock (Thames Street). El nivel inferior de los barcos ingleses de la línea en este momento generalmente estaba equipado con un semi-cañón, un arma naval que disparaba un proyectil macizo de 32 libras. Un cañón completo disparaba un disparo de 42 libras (y de hecho había un llamado "cañón real" que disparaba un disparo de 60 libras), pero estos fueron descontinuados en el siglo XVIII ya que se los consideraba demasiado difíciles de manejar.
Con el establecimiento de las Trece Colonias, el cañón se usó en los ejércitos ingleses en el continente de América del Norte, primero contra la colonia rival de Nueva Francia. Sin embargo, aunque los franceses fueron superados en número, sus fortificaciones y artillería fueron superiores al cañón inglés. Cuando 34 barcos de la colonia inglesa de Massachusetts bombardearon Quebec en 1690, fueron superados por las baterías francesas, que dañaron gravemente los cascos de los barcos y destruyeron la bandera del buque insignia inglés. Los cañones de campaña de latón ingleses que desembarcaron en la orilla fueron completamente ineficaces contra los milicianos en el bosque, y una retirada espontánea dejó cinco cañones abandonados en la orilla. La victoria francesa mostró que para tomar Quebec, el cañón de "la vieja Inglaterra tendría que ser traído".

### sigloXVIII
Con anterioridad al siglo XVIII, por Orden Real se organizaron grupos de artillería para campañas específicas y que luego se disolvieron cuando terminaban los conflictos. Sin embargo, el 26 de mayo de 1716, por Orden Real de Jorge I, se establecieron en Woolwich dos compañías regulares de artillería de campo, cada una de ellas con 100 hombres. El 1 de abril de 1722, estas compañías se agruparon con compañías de artillería independientes en Gibraltar y Menorca para formar el Real Regimiento de Artillería. El regimiento se expandió rápidamente y en 1757 tenía 24 compañías divididas en dos batallones, así como una Compañía Cadete formada en 1741.
Cuando Quebec fue finalmente capturado durante la Guerra franco-india, los británicos instalaron más cañones en las fortificaciones y construyeron más troneras en los muros para mejorar su efectividad contra las baterías de asedio. Cuando los franceses regresaron en 1760, los defensores tuvieron que dejar todos menos dos de sus cañones de campaña en la retirada hacia la ciudad. Sin embargo, el cañón británico demostró ser efectivo, ya que una intensa andanada sobre las baterías francesas les permitió resistir lo suficiente como para recibir refuerzos.
Para 1771, había 32 compañías de Artillería Real organizadas en cuatro batallones, así como dos compañías de inválidos que incluían hombres mayores y no aptos empleados en tareas de guarnición. En enero de 1793, se reclutaron dos tropas de la Artillería Real del Caballo (ARC) para proporcionar apoyo de fuego a la caballería, a las que se agregaron otras dos unidades más en noviembre de 1793. Todo el personal de ARC estaba montado. La Artillería Real Irlandesa fue absorbida en 1801.

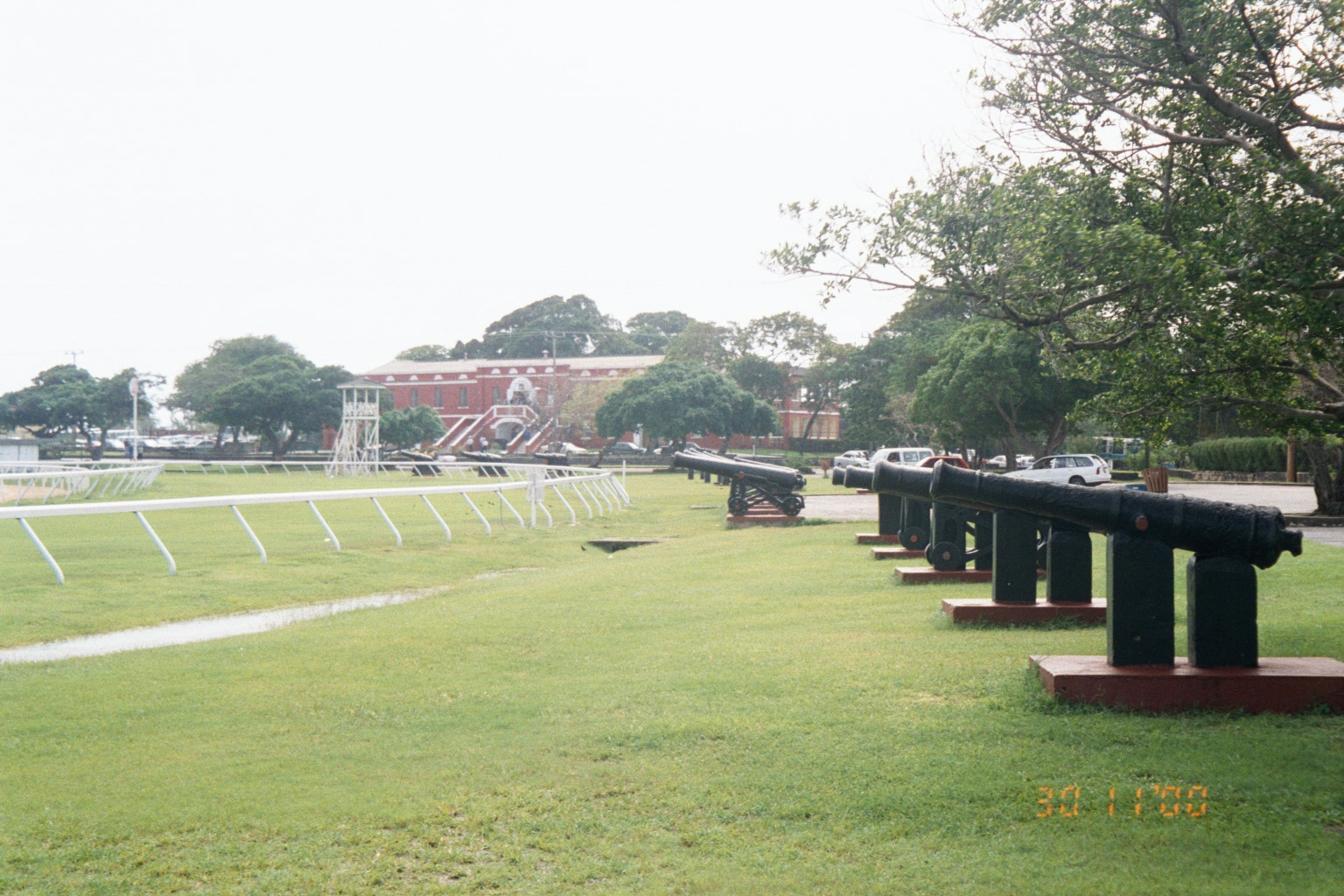
La Colección Nacional de Cañones de Barbados en la Sabana de la Guarnición de St. Ann.

Además, la carronada fue adoptada por la Armada Real en 1779, y la velocidad más baja de la bala de la carronada tenía la intención de crear muchas más astillas mortales de madera al golpear la estructura de una nave enemiga; las astillas, de hecho, fueron a menudo la principal causa de víctimas. La carronada era mucho más corta y pesada de un tercio a un cuarto del peso de un cañón largo equivalente: por ejemplo, una carronada de 32 libras pesaba menos de una tonelada, pero un cañón largo de 32 libras pesaba más de 3 toneladas. Las carronadas se fabricaron en los calibres de armas navales habituales, pero no se contabilizaban en un barco con el número de armas nominal de la línea. Como resultado, la clasificación de los buques de la Royal Navy en este período puede inducir a error, ya que a menudo llevaban más piezas de artillería que las que constaban en los registros nominales.
La carronada fue inicialmente muy exitosa y ampliamente adoptada, aunque en las décadas de 1810 y 1820, se hizo mayor hincapié en la precisión de los disparos de largo alcance y menos en el peso de un costado. La pequeña carga de pólvora de la carronada solo podía proyectar una pesada bala de cañón una distancia relativamente corta. El barril corto, la baja velocidad del cañón y el corto alcance también aumentaron el riesgo de que una carronada expulse guata quemada sobre materiales combustibles cercanos, lo que aumenta el riesgo de incendio. La carronada desapareció de la Royal Navy hacia la década de 1850 después del desarrollo del cañón de acero con camisa de William George Armstrong y Joseph Whitworth.

## Operación
La Enciclopedia Británica de 1771 describe el funcionamiento del cañón británico del siglo XVIII. Cada cañón era operado por dos artilleros, seis soldados y cuatro oficiales de artillería. El artillero derecho debía cebar la pieza y cargarla con pólvora, mientras que el artillero izquierdo buscaba la pólvora del pañol de pólvora y estaba listo para disparar el cañón cuando lo ordenara el oficial. Tres soldados se paraban a cada lado del cañón, para apisonar y esponjar el cañón, y sostener la linterna y el cucharón. El segundo soldado de la izquierda era encargado de proporcionar 50 balas.
Antes de cargar, el cañón debía limpiarse bien con una esponja para eliminar todas las chispas, suciedad y suciedad. Se agregaba la pólvora, seguido de un fajo de papel o heno, y se insertaba la bala. Después de apisonar el cañón se apuntaba con la elevación establecida usando un cuadrante y una plomada. A 45 grados, la bala tenía el alcance máximo, unas diez veces mayor al alcance que se conseguía si se dispara con el arma horizontal. Cualquier ángulo sobre la línea horizontal se llamaba disparo aleatorio. El oficial de artillería tenía que asegurarse de que el cañón fuera servido diligentemente. Había agua disponible para sumergir las esponjas y enfriar las piezas cada diez o doce disparos.

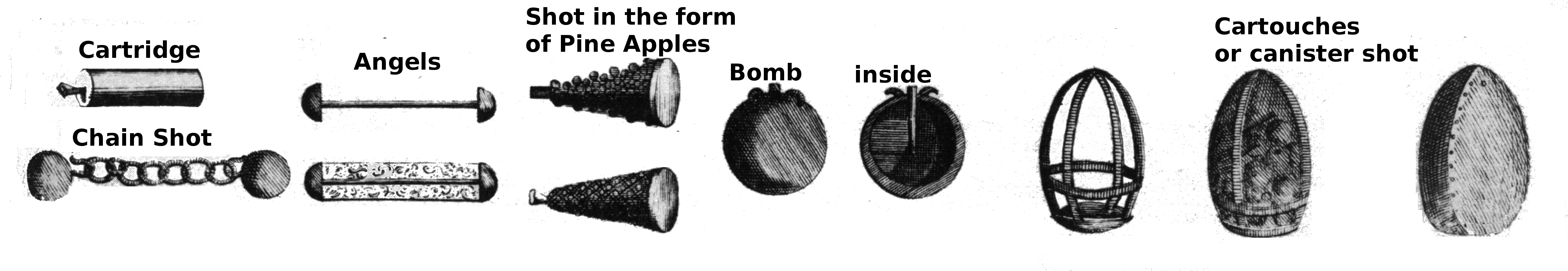
Balas de cañón del siglo XVIII

A finales de la década de 1770, un cañón de 24 libras podía disparar de 90 a 100 tiros al día en verano, o de 60 a 75 en invierno. Un cañón de 16 o 12 libras disparaba algunos tiros más, ya que eran más fáciles de operar. La Enciclopedia Britannica menciona «en algunas ocasiones se han disparado 200 disparos de estas piezas en el espacio de nueve horas, y 138 en el espacio de cinco».
El advenimiento de carronadas por esta época resultó en armas que eran más fáciles de manejar y requerían menos de la mitad de la pólvora de armas largas, permitiendo que menos hombres las operaran que las armas largas montadas en carros de la guarnición naval.
Durante las Guerras Napoleónicas, un equipo de artillería británico estaba formado por 5 artilleros numerados, una cantidad menor de operadores que la necesaria en el siglo anterior. El número 1 era el comandante del arma, generalmente un sargento, que apuntaba el cañón. El número 2 era el "hombre de las esponjas" que limpiaba el ánima con la esponja humedecida con agua entre disparos; para apagar las brasas restantes antes de introducir una nueva carga. El número 3, el cargador, insertaba la bolsa de pólvora y luego el proyectil. El número 2 luego usaba una baqueta, o la esponja invertida, para aprestar la carga. Al mismo tiempo, el número 4 ("ventsman") presionaba su pulgar en el orificio de ventilación para evitar que una chispa encendiera por error la pólvora. Con la carga en posición, el número 4 pinchaba las bolsas con pólvora a través del orificio de ventilación y llenaba el orificio de la ventilación con pólvora. A la orden del número 1, el número 5 disparaba el cañón con su mecha lenta.